# بوتریک اسید
بوتیریک اسید (به انگلیسی: Butyric acid) (از کلمه یونانی βούτυρος = بوتر به معنی کَره)، که نام آیوپاک آن بوتانوییک اسید است یک کربوکسیلیک اسید با فرمول شیمیایی CH3CH2CH2-COOH می‌باشد. نمکهای و استرهای به نام بوتریات یا بوتانات شناخته می‌شود. بوتریک اسید در کَره و پنیر پارمزان و شراب یافت می‌شود. 
اسید بوتیریک اسید چربی است که اغلب از کره به دست می‌آید.
به علت بوی نامطبوعی که دارد کاربرد آن به عنوان اسید خوراکی یا ضد کپک محدود می‌باشد. 
طعم و بوی بدی دارد اما ته‌مزه‌ای شیرین نیز دارد (مانند دی‌اتیل اتر) طعم آن توسط سگ‌ها اگر از غلظت ۱۰ بخش بر میلیارد بیشتر باشد شناسایی می‌شود ولی این مقدار برای انسان ۱۰ بخش بر میلیون است.